# Xiaosaurus dashanpensis
Lo xiaosauro (Xiaosaurus dashanpensis) è un dinosauro erbivoro estinto, forse appartenente agli ornitopodi. Visse nel Giurassico medio (Bathoniano/Calloviano, circa 160 milioni di anni fa) e i suoi resti sono stati ritrovati in Cina.

## Descrizione
Conosciuto per due esemplari fossili molto frammentari, questo dinosauro doveva essere di dimensioni molto piccole (lunghezza circa 1,5 metri) e di corporatura snella. Gli scarsi resti rinvenuti non permettono una ricostruzione adeguata, ma sembra che le zampe posteriori fossero sottili e molto allungate, mentre i denti erano simili a foglie e dai bordi frastagliati. È probabile che l'aspetto fosse intermedio tra quello degli ornitischi primitivi come Lesothosaurus e quello degli ipsilofodonti, come Hypsilophodon.

## Classificazione
Non è chiaro a quale gruppo di dinosauri appartenesse Xiaosaurus. L'animale è stato descritto per la prima volta nel 1983 e per un certo periodo è stato confuso con altri piccoli ornitischi rinvenuti in Cina, come Yandusaurus. Attualmente è considerato una forma intermedia tra gli ornitischi più basali e i veri ornitopodi, e potrebbe essere stato strettamente imparentato con Hexinlusaurus e Agilisaurus.